# ヒロシマナガサキ
『ヒロシマナガサキ』 （原題 White Light, Black Rain: The destruction of Hiroshima and Nagasaki） は、日系米国人映画監督スティーヴン・オカザキ （Steven Okazaki） がインタビューアとなって広島原爆・長崎原爆の被爆者14名（うち1人は漫画家の中沢啓治）と、投下に関与した米国側の関係者4名に取材したドキュメンタリー映画。
オカザキ監督は当初、1995年の「原爆投下50周年」にあわせての映画制作を構想していたが、エノラ・ゲイのスミソニアン博物館への展示が政治問題となり、企画は頓挫した。だが、2005年の「原爆投下60周年」のタイミングで、再度企画がスタートし、この映画を完成させることとなった。
アメリカ合衆国では2007年8月6日夜、ケーブルテレビHBOが全米に放映した。原爆投下の正当性を根強く信じる米国人がどう受け止めるか、注目をあびた。 